# Yuriko Backes

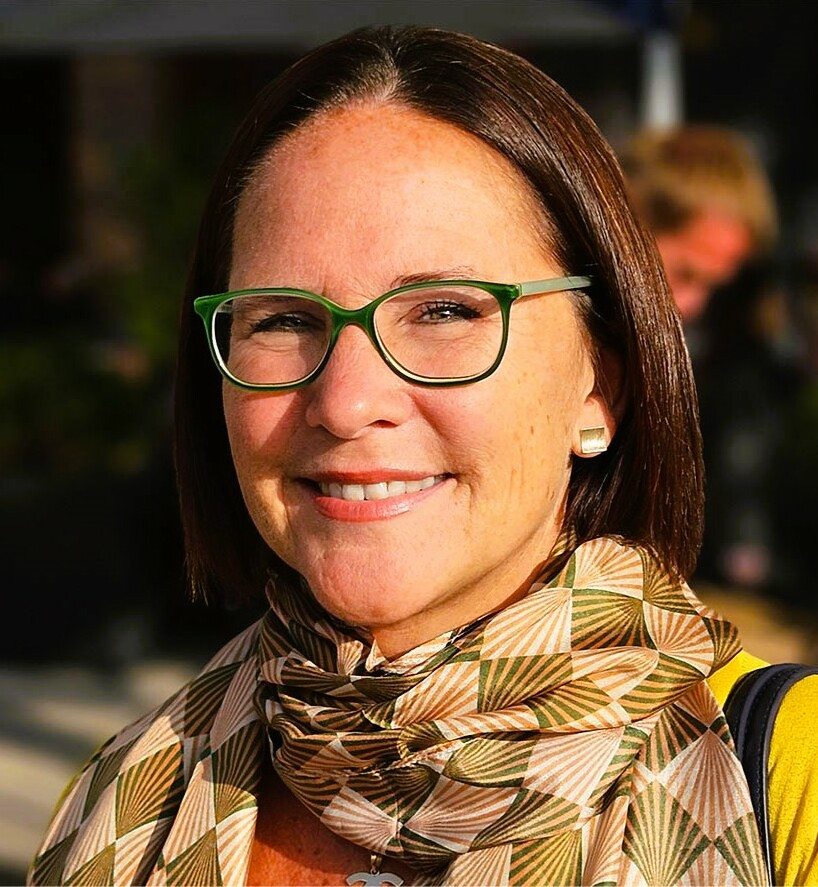
Yuriko Nadia Backes (2023)

Yuriko Nadia Backes (geboren am 22. Dezember 1970 in Kōbe, Japan) ist eine luxemburgische Diplomatin und Politikerin der DP. Sie ist seit dem 17. November 2023 Verteidigungs-, Gleichstellungs-, sowie Verkehrsministerin.

## Kindheit und Ausbildung
Yuriko Nadia Backes wurde in Kōbe als Nachkommin luxemburgischer Expatriates geboren. Sie verbrachte einige Zeit ihrer Kindheit in Deutschland, den Großteil ihrer Jugend, insgesamt 11 Jahre, in Japan im Großraum Tokio. In ihrer Geburtsstadt besuchte sie die Kanadische Internationale Schule, wo sie die Hochschulreife erlangte. Anschließend nahm sie ein Studium auf und erwarb Abschlüsse in internationalen Beziehungen an der London School of Economics and Political Science, in Japanologie an der School of Oriental and African Studies, ebenfalls in London sowie im Fach europäische Politik- und Verwaltungsstudien am College of Europe in Brügge.

## Beruflicher Werdegang
Ihre berufliche Laufbahn begann Backes 1994 beim luxemburgischen Außenministerium. Zunächst war sie als Referentin tätig, ihr erster Auslandsposten war bei der ständigen Vertretung Luxemburgs bei den Vereinten Nationen. Zwischenzeitlich war sie für rund zwei Jahre als Beraterin für Handelsfragen in der Privatwirtschaft tätig. 1999 kehrte Backes zum Außenministerium zurück und übernahm nachfolgend verschiedene Aufgaben im In- und Ausland. 2001 wurde sie verbeamtet. Zwischen 2010 und 2016 fungierte Backes als diplomatische Beraterin und Sherpa für die Premierminister Jean-Claude Juncker und Xavier Bettel. Zum 1. September 2016 wechselte sie in die Dienste der EU-Kommission und übernahm von Georges Bingen die Leitung von deren Vertretung in Luxemburg.
Ab dem 1. Juni 2020 war Backes als Nachfolgerin des in den Ruhestand gegangenen Lucien Weiler Hofmarschallin.  Am 5. Januar 2022 übernahm Backes von ihrem Parteikollegen Pierre Gramegna die Leitung des Finanzministeriums, sie ist die erste Frau in diesem Amt.
Am 8. Oktober 2023 wurde Backes bei der Kammerwahl 2023 in die Abgeordnetenkammer gewählt.
Im Zuge der darauffolgenden Regierungsbildung im November 2023 wurde Yuriko Backes zur Verteidigungs-, Gleichstellungs-, sowie zur Verkehrsministerin ernannt.